# Overseas Railroad

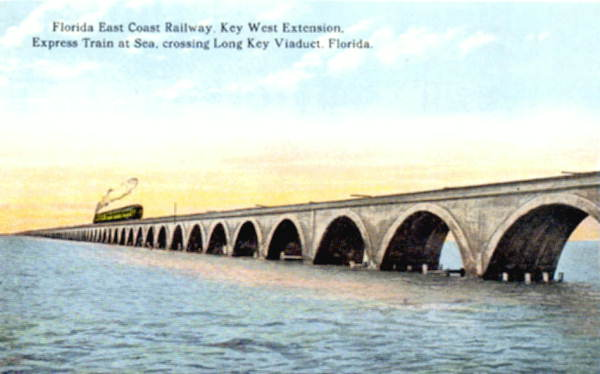
Train sur le viaduc Long Key du Overseas Railroad.

L'Overseas Railroad était une ligne de chemin de fer de Floride, aux États-Unis, qui prolongeait autrefois la ligne de la côte orientale du pays (le Florida East Coast Railway), en surplombant la mer au-dessus de l'archipel des Keys.
Elle fut en partie détruite, en 1935, par l'"ouragan de la Fête du travail", et abandonnée, mais certains des ponts ont servi dans la construction de l'Overseas Highway, une route qui, comme le chemin de fer, permet depuis 1938 d'atteindre le terminus : Key West.
Les ponts sont protégés au sein du district historique dit Overseas Highway and Railway Bridges.

## Projet
Au début des années 1900, la Floride était une destination hivernale populaire pour la classe supérieure. Certaines des constructions touristiques les plus spectaculaires de l'État ont été commanditées, à cette époque, par le milliardaire Henry Morrison Flagler : Le collège Flagler (hôtel Ponce de León) à Saint Augustine et le manoir de Whitehall, actuel musée Flagler à Palm Beach, notamment.
À 73 ans, Flagler va se lancer dans un projet audacieux et risqué. Il décide, en 1903, de prolonger le chemin de fer de la côte est de la Floride au-delà de Miami, jusqu'à Key West. Il espère par ce moyen avoir le meilleur accès à Cuba et au canal de Panama. Il était alors envisagé une extension de la ligne en passant par le détroit de Floride (155 km), Cuba et le canal du Yucatan (200 km), ce qui aurait permis de joindre la Floride à Panama par voie ferrée. 
Flagler envoya l'ingénieur en chef  William J. Krome  étudier les itinéraires potentiels. L'itinéraire initialement privilégié prolongeait le chemin de fer de Homestead au sud-ouest à travers les Everglades jusqu'à Cape Sable, où il traverserait ensuite 40 km d'eau libre jusqu'à Big Pine Key, puis continuerait jusqu'à Key West. Il est rapidement apparu qu'il était plus aisé d'emprunter le chemin de fer vers le sud jusqu'à Key Largo et de suivre les îles de l'archipel. Krome a ensuite comparé les routes vers Key Largo, dont une au-dessus de Card Point (qui deviendra la première route vers les Keys) et Jewfish Creek, qui fut la route choisie. 

## Construction
La profondeur modérée (7 à 8 m) des chenaux entre les îles rendait la construction envisageable, mais plusieurs ingénieurs l'avaient jugée trop risquée. Henry Flagler réussira à convaincre l'un d'eux : James Meredith. Il faudra 7 ans (1905-1912) pour construire les 23 ponts suspendus et viaducs (longueur totale 27 km) nécessaires. Le chantier sera perturbé par 3 ouragans ; il nécessitera 17 millions de mètres cubes de matériaux et coutera plus de 50 millions de dollars (1,25 milliard de dollars de 2019). 
La logistique pour transporter les matériaux  a été hors norme pour l'époque : le bois venait de Géorgie et Floride, l'acier de Pittsburgh, le ciment "spécial eau de mer" d'Allemagne et l'eau du continent à raison de 700 trains par mois.
Les ponts ne sont pas tous du même type : tablier-poutre sur piles de béton pour le Seven Mile Bridge, arc de béton pour le pont de Long Key, travées traversantes pour celui de Bahia-Honda Key... 
Le port de Key West est entièrement reconstruit et doté d’une jetée longue de 560 m et large de 44 m, de quais et de bassins pouvant recevoir jusqu’à 40 navires de grand tonnage. 
Jusqu'à 4 000 ouvriers ont participé à ce qui a été qualifié à l'époque  de "folie de Flagler" ou " huitième merveille du monde". La ligne à voie unique est inaugurée le 12 janvier 1912 par Flagler, alors quasi aveugle, et qui décédera 16 mois plus tard.

## Exploitation
Au cours des 23 années d'exploitation, le volume du trafic de fret a été décevant, car la croissance prévue du transport de fret du canal de Panama via Key West ne s'est pas matérialisée. Le fret local de Key West se composait de charbon, de fruits et de matériaux de construction. Des trains de wagons-citernes amenaient de l'eau potable.
Avant la Grande Dépression, le trafic de passagers se composait à la fois de trains locaux et de trains longue distance. En 1929, le Havana Special était le premier train assurant un service d'autocars et de wagons-lits toute l'année entre New York et Key West, avec un service de ferry vers la capitale cubaine. Avec une vitesse limitée à 24 km/h sur les longs ponts, il fallait quatre heures et demie pour parcourir la distance entre Key West et Miami. 
Le passage de l'ouragan de la fête du Travail, en 1935, a ravagé les Keys avec des rafales de vent estimées à 320 km/h. De force 5, Il est considéré comme l'ouragan le plus intense à  avoir atteint la côte des États-Unis. La ligne est hors service, particulièrement vers Long Key où 64 km sont détruits et plusieurs ponts endommagés. La remise en état étant jugée trop couteuse, la société gérant la Florida East Coast Railway, déjà en faillite, décide de vendre la ligne à l'État de Floride et au comté de Monroe pour 640 000 $. Les nouveaux propriétaires vont s'appuyer sur l'infrastructure existante pour lancer la construction d'une route. L'Overseas Highway est inaugurée en 1938. Certains ponts de la voie ferrée seront conservés après réaménagement comme à Long Key, d'autres seront abandonnés car jugés trop vétustes (comme le Old Seven Mile Bridge qui restera en service jusqu'en 1982).
Les installations portuaires de Key West seront démontées et remontées à Port Everglades, à quelques kilomètres au nord de Miami. Le Gibraltar américain  n'aura été en activité que durant 23 ans.

## Seconde vie de l'Overseas Railroad
Comme de nouveaux ponts remplaçaient les ponts de chemin de fer d'origine, la plupart des ponts historiques sont restés inutilisés.
En 1997, un groupe de travail a été créé pour préserver les ponts et les ouvrir à un usage piétonnier et récréatif. 
En août 2004, les 23 ponts ferroviaires historiques et l'Overseas Highway ont été inscrits au registre national des lieux historiques.
Le Florida Keys Overseas Heritage Trail ou FKOHT ( sentier des Keys (en)), en cours de finalisation (2021), s'appuie sur les infrastructures des 2 "Overseas". Il s'agit d'un sentier polyvalent à valeur historique, qui assurera une liaison "douce" (piétons, moyens non motorisés) entre Miami et Key West. Il devrait s'étendre sur 170 km et fera partie d'un réseau plus vaste appelé East Coast Greenway (en), qui reliera les sentiers polyvalents de la Floride au Maine. 
Reprenant le tracé de l'ancienne ligne de chemin de fer, le FKOHT comprend certains des ponts ferroviaires qui ont été reconvertis dans leur configuration d'origine, mais avec des rails de sécurité supplémentaires et une surface en asphalte. Pour permettre la pêche, des plates-formes ont été ajoutées à certaines des travées reconditionnées, y compris le pont Long Key, long de 3,5 km, et des travées plus petites au "canal 2", à "Toms Harbour" et à "Toms Harbour Cut". Les usagers devront partager la route avec les véhicules dans certaines parties du parcours.